# Benjamin Petrik
Benjamin Petrik (* 27. Oktober 1988 in Villach) ist ein ehemaliger österreichischer Eishockeystürmer, der seine gesamte Karriere beim EC VSV in der Österreichischen Eishockey-Liga verbrachte.

## Karriere
Benjamin Petrik ist der jüngere Bruder von Nikolas Petrik und der Sohn des ehemaligen VSV-Spielers Helmut Petrik. So kam er schon als Jugendlicher zum VSV. Mit 17 Jahren gab er sein Debüt in der Kampfmannschaft des VSV. Bis 2014 absolvierte er knapp 400 Bundesliga-Spiele für die Villacher. 2012 war er für die Playoff-Spiele der Österreichischen Nationalliga, damals der zweithöchsten Spielklasse des Landes, an den ATSE Graz ausgeliehen, mit denen er das Playoff-Finale erreichte, dort aber gegen den HC Innsbruck unterlag.
2018 wechselte er zunächst zum EC KAC, entschied sich aber wenige Tage später für ein sofortiges Karriereende. Gründe dafür waren eine chronische Hüftverletzung und seine Ausbildung bei der Polizei.

### International
Im Juniorenbereich nahm Petrik für Österreich an der U18-weltmeisterschaft 2006 in der Division I teil. Sein Debüt in der Herren-Nationalmannschaft gab er am 8. April 2009 in Innsbruck bei der 1:3-Niederlage gegen Österreich. Bei einem großen Seniorenturnier der IIHF wurde er erstmals in der Division I der Weltmeisterschaft 2014 eingesetzt, als ihm mit dem Team aus dem Alpenland der Aufstieg in die Top-Division gelang.

### Inlinehockey
Neben Eishockey spielt Petrik auch Inlinehockey. Mit der Österreichischen Inlinehockeynationalmannschaft nahm er an der Weltmeisterschaft 2013 in Dresden teil, bei der die Österreicher in der Division I spielten. Er erreichte mit seiner Mannschaft das Finale des Turniers, verpasste aber durch die 1:5-Endspielniederlage gegen Großbritannien den Aufstieg in die Top-Division.

## Erfolge und Auszeichnungen
- 2006 Österreichischer Meister mit dem EC VSV
- 2007 Österreichischer Jugendmeister mit dem EC VSV
- 2008 Österreichischer Jugendmeister mit dem EC VSV
- 2014 Aufstieg in die Top-Division bei der Weltmeisterschaft der Division I, Gruppe A

## Karrierestatistik
(Legende zur Spielerstatistik: Sp oder GP = absolvierte Spiele; T oder G = erzielte Tore; V oder A = erzielte Assists; Pkt oder Pts = erzielte Scorerpunkte; SM oder PIM = erhaltene Strafminuten; +/− = Plus/Minus-Bilanz; PP = erzielte Überzahltore; SH = erzielte Unterzahltore; GW = erzielte Siegtore; 1 Play-downs/Relegation; Kursiv: Statistik nicht vollständig)